# Bogdan Tudor (athlétisme)
Pour les articles homonymes, voir Bogdan Tudor.
Bogdan Tudor  (né le 1er février 1970 à Bucarest) est un athlète roumain, spécialiste du saut en longueur.

## Biographie
Il remporte la médaille de bronze des Championnats d'Europe en salle 1994, à Paris, en s'inclinant face à l'Allemand Dietmar Haaf et au Grec Konstadínos Koukodímos. 

### Palmarès
| Date | Compétition                    | Lieu      | Résultat | Marque |
| ---- | ------------------------------ | --------- | -------- | ------ |
| 1990 | Championnats d'Europe          | Split     | 7e       |        |
| 1991 | Championnats du monde en salle | Séville   | 5e       |        |
| 1991 | Championnats du monde          | Tokyo     | 5e       |        |
| 1991 | Universiade                    | Sheffield | 3e       |        |
| 1992 | Jeux olympiques                | Barcelone | 12e      |        |
| 1993 | Championnats du monde en salle | Toronto   | 5e       |        |
| 1994 | Championnats d'Europe en salle | Paris     | 3e       |        |
| 1994 | Championnats d'Europe          | Helsinki  | 4e       |        |
| 1995 | Championnats du monde en salle | Barcelone | 5e       |        |
| 1995 | Championnats du monde          | Göteborg  | 5e       |        |
| 1997 | Championnats du monde en salle | Paris     | 10e      |        |
| 1997 | Championnats du monde          | Athènes   | 11e      |        |
| 1999 | Championnats du monde en salle | Maebashi  | 8e       |        |
| 2000 | Championnats d'Europe en salle | Gand      | 7e       | 7,80 m |
| 2006 | Championnats d'Europe          | Göteborg  | 17e      | 7,76 m |

### Records
| Épreuve          | Épreuve   | Performance | Lieu          | Date            |
| ---------------- | --------- | ----------- | ------------- | --------------- |
| Saut en longueur | Plein air | 8,37 m      | Bad Cannstatt | 9 juillet 1995  |
| Saut en longueur | Salle     | 8,25 m      | Bucarest      | 30 janvier 1999 |